# Caratacus
Caratacus († nach 51 n. Chr.) war ein König in Britannien.

## Leben
Caratacus war ein Sohn des Cunobelinus, eines der mächtigsten Könige des vorrömischen Britanniens, dessen Hauptstadt das befestigte Camulodunum (heute Colchester) war. Als Cunobelinus um 40 n. Chr. starb, waren Caratacus und sein Bruder Togodumnus die bedeutendsten Herrscher im südlichen Britannien. Wie unter ihrem Vater lag das Zentrum ihres Reichs nördlich der Themse im Gebiet der Catuvellaunen und Trinovanten; aber auch die meisten Stämme in Südostengland standen unter ihrer Oberhoheit. Cunobelinus hatte während der 30 letzten Jahre seiner Herrschaft freundliche Beziehungen zu Rom unterhalten, um dieser Weltmacht keinen Grund zum Eingreifen zu geben. Seine Söhne verfolgten dagegen eine weniger vorsichtige Politik gegenüber Rom. Adminius, der wohl auch ein Sohn des Cunobelinus war, floh um 40 n. Chr. an den Hof des Kaisers Caligula, den er zu einem Einfall in Britannien bewegen wollte; doch kam es nicht dazu. Nach Münzfunden scheint Caratacus noch zu Lebzeiten seines Vaters ein Schützling seines Onkels Epaticcus gewesen zu sein, der das Gebiet der Catuvellaunen auf Kosten des Stammes der Atrebaten ausgedehnt hatte. Nach seinem Tod (um 35 n. Chr.) hatten die Atrebaten unter Verica ihr Land zurückerobert, wurden aber später von Caratacus endgültig besiegt und am Anfang der Regierung des Kaisers Claudius wurde Verica, offenbar von Caratacus, aus England vertrieben (41 n. Chr.) und floh ins Römische Reich. Somit besaß Claudius einen tauglichen Kriegsgrund für eine Invasion in England, die 43 n. Chr. begann.
Caratacus und Togodumnus führten den energischen Widerstand der britannischen Völker nach der Landung der ersten römischen Truppen unter Aulus Plautius an; sonst werden keine weiteren Heerführer erwähnt. Die Brüder wurden aber zuerst in zwei kleineren Schlachten, wahrscheinlich im heutigen Kent, geschlagen und mussten sich an einen Fluss (vielleicht den Medway) zurückziehen. Die Boduni, ein bisher den Catuvellaunen untertaner Stamm, unterwarfen sich dem Plautius, der auf ihrem Territorium eine Festung errichtete und dann zu dem Fluss vorstieß, an dem Caratacus größere Truppenverbände gesammelt hatte. Diese wähnten sich durch den Fluss geschützt und hatten daher keine größeren Abwehrvorkehrungen getroffen. Doch die keltischen Truppen des Plautius durchschwammen den Fluss und griffen die überraschten Britannier an, konzentrierten sich dabei aber vor allem auf die Verwundung der Pferde, die die Streitwagen zogen. Im darauffolgenden Chaos konnte auch die Legio II Augusta unter dem Kommando des späteren Kaisers Vespasian den Fluss durchqueren. Die Armee des Caratacus kämpfte tapfer und konnte zunächst noch standhalten. Am nächsten Tag wagte Gnaeus Hosidius Geta einen gefährlichen Angriff und wäre fast gefangen genommen worden, konnte aber schließlich die Britannier komplett schlagen, die hinter die Themse nahe deren Mündung zurückweichen mussten. Die Römer verfolgten sie aber weiter, und wieder konnten die Kelten über den Fluss schwimmen, während andere Truppenverbände auf rasch errichteten Brücken hinübergelangten. Die Britannier wurden erneut besiegt und flohen, während die ihnen nachsetzenden Römer im unwegsamen Gelände und in Sümpfen große Verluste erlitten und schließlich umkehrten. Togodumnus fiel bald danach in weiteren Kämpfen. Plautius rief den Kaiser Claudius zu Hilfe, der mit Verstärkungen kam, Camulodunum einnahm und bereits nach 17 Tagen wieder heimkehrte. Plautius vollendete nun allein die Eroberung von Südengland.
Erst 51 n. Chr. taucht Caratacus wieder in den Quellen als Fürst der Silurer in Südwales auf. Dort war er wohl in der Zwischenzeit (44–51 n. Chr.) das Zentrum des einheimischen Widerstands gegen die Römer, die er in einer Art Guerillakrieg erfolgreich bekämpfte.
Als Publius Ostorius Scapula 47 n. Chr. die Statthalterschaft von Britannien antrat, wurden die westlichen Teile dieser Provinz von walisischen Stämmen bedroht, die gerade wohl das Tal des Severn geplündert hatten. Das zerklüftete Bergland, das von bewaldeten Tälern gesäumt wurde, bildete das ideale Operationsgebiet für Hinterhalte und rasche Überfälle der Krieger des Caratacus. Dennoch rückten die Römer unaufhörlich langsam weiter vor und Caratacus verlegte den Kriegsschauplatz nach Zentralwales zu den nördlicher siedelnden Ordovicer (51 n. Chr.). Er wollte jetzt eine größere Schlacht gegen die Feinde gewinnen und wählte als Schlachtort ein Lager auf einem gut zu verteidigenden steilen Berg, den er auch an den unteren Abhängen durch Wälle aus Felsblöcken, hinter denen Bewaffnete lauerten, befestigen ließ. Vor diesen Wällen befand sich ein Fluss. Die Lage dieses Ortes ist umstritten. In jüngerer Zeit wurden römische Militäranlagen bei Llanymynech südlich von Oswestry gefunden; diese Stelle scheint am besten zu der von Tacitus (der einzigen Quelle) gegebenen Beschreibung des Kampfplatzes zu passen. Ostorius Scapula zögerte zunächst mit dem Angriff, doch seine Veteranen durchwateten den Fluss mit Leichtigkeit und wurden dabei von einem Geschosshagel getroffen. Doch sie bildeten mit ihren Schilden eine Testudo-Formation, rissen die Wälle nieder, erkletterten den Berg und erstürmten die Festung der Britannier, die aufgrund ihrer fehlenden Rüstung den römischen Waffen unterlegen waren. Nach diesem entscheidenden Sieg fielen den Römern die Frau und Tochter des Caratacus in die Hände; seine (namentlich nicht bekannten) Brüder kapitulierten. Caratacus flüchtete weiter nach Norden zur Königin des mächtigen Volksstamms der Briganten, Cartimandua, die ihn aber in Ketten auslieferte.
Caratacus musste als erbeutetes Glanzstück mit seiner Familie in Rom an einer öffentlichen Inszenierung des Claudius teilnehmen. Da sich sein heldenhafter langjähriger Widerstand herumgesprochen hatte, wollten ihn viele sehen, so dass zahlreiches Volk aus ganz Italien herbeiströmte. Seine Gefangennahme wurde in ihrer Bedeutung vom Senat – übertreibend – mit der von Syphax durch Publius Cornelius Scipio Africanus und der von Perseus durch Lucius Aemilius Paullus Macedonicus verglichen. Doch erregte die unerschrockene Haltung des ehemaligen britannischen Königs Bewunderung. Er hielt eine würdevolle Rede an Claudius und betonte dabei, dass sein zäher Abwehrkampf dem Kaiser viel Ruhm eingebracht habe. Dieser würde bald vergessen, wenn er jetzt getötet würde; sollte er jedoch verschont werden, würde man sich ewig an die Milde des Kaisers erinnern. Claudius begnadigte dann auch Caratacus und dessen Familie. Bei der Besichtigung der Stadt Rom bewunderte Caratacus die schönen Häuser und soll sich darüber gewundert haben, warum die Römer den Britanniern ihre armseligen Hütten neideten, wo sie doch selbst solche Paläste besäßen.
Über das weitere Schicksal des Caratacus ist nichts bekannt.
Laut den unzuverlässigen walisischen Triaden soll Caratacus noch vier Jahre nach seiner Gefangennahme gelebt haben und seine Kinder Christen geworden sein, die dann ihren neuen Glauben nach England gebracht hätten; dies ist freilich pure Fiktion. Manche nahmen sogar an, dass die in Martials „Epigrammen“ erwähnte Claudia Rufina mit der in Briefen des Paulus von Tarsus als Mitglied der frühen römischen Christengemeinde genannten Claudia identisch und eine Tochter des Caratacus gewesen wäre. Diese Vermutung ist freilich höchst spekulativ.
An archäologischen Funden gibt es nur einige südlich der Themse entdeckte Münzen mit der Legende CARA, die vermutlich aus der kurzen Regierung des Caratacus vor der römischen Invasion stammen.

## Walisische mittelalterliche Legenden
Trotz seines langen Widerstandes hinterließ Caratacus wenige Spuren in britischen Legenden. Einige mittelalterliche englische Könige hießen zwar Caradog, doch scheinen sie Caratacus nicht als ihren Ahnen betrachtet zu haben. Ein walisisches Manuskript enthält die Genealogie „Caratauc map Cinbelin map Teuhant“; aufgrund der Sprachverschiebung entspricht dies „Caratacus, Sohn des Cunobelinus, Sohn des Tasciovanus“ und gibt damit die Namen dreier historischer Könige und ihre verwandtschaftlichen Beziehungen richtig wieder.
Das fantasievolle, aber historisch unzuverlässige Werk des Geoffrey of Monmouth, Historia Regum Britanniae, über die frühe britische Geschichte (1136) erwähnt Caratacus (Caradoc) als Ratgeber des Königs Eudaf Hen, doch könnte er auch Arviragus entsprechen, dem jüngeren Sohn des Kymbelinus, der nach dem Tod seines älteren Bruders Guiderius weiter gegen die römischen Invasoren unter Claudius kämpft. In walisischen Versionen von Geoffreys Werk ist sein Name Gweirydd, Sohn des Cynfelyn, und sein Bruder heißt Gwydyr; der Name Arviragus wurde einem Gedicht des Juvenal entnommen.
Man wollte auch einen Caradawg fab Bran, der in der mittelalterlichen walisischen Literatur auftaucht, mit Caratacus identifizieren; doch hat dieser legendäre Caradawg nur den Namen mit dem historischen Caratacus gemein. In den Mabinogion erscheint er als Sohn von Bran dem Gesegneten, der während des Krieges seines Vaters in Irland Britannien regieren soll, aber von Caswallawn (dem historischen Cassivellaunus, der 100 Jahre vor Caratacus gegen Gaius Iulius Caesar kämpfte) gestürzt wird. Auch die walisischen Triaden bezeichnen ihn als Sohn des Bran und geben als seine Söhne namentlich Cawrdaf und Eudaf an. Ebenfalls in Verbindung wird Caratacus mit Caradawg Freichfras gebracht.
Im Exmoor steht der Caratacus Stone, der sich auf einen Neffen beziehen soll.